# Capitoli de Tolosa
El Capitoli és el cor de l'administració municipal de la ciutat occitana de Tolosa.
El Capítols (magistrats) de Tolosa es varen embarcar en la construcció de l'edifici original en 1190, per a proporcionar una seu al govern d'un comtat que creixia en riquesa i influència. El nom Capitoli es referia no només al Capitoli romà, sinó també al capitulum, el capítol dels magistrats que governaven la ciutat.
Al segle xx, es van redissenyar les estructures que envolten la gra Plaça del Capitoli (2 hectàrees). Algunes parts de l'interior del Capitoli es remunten al segle xvi, però la façana actual d'estil neoclàssic data del 1750 i es va construir segons els plànols de Guillaume Cammas. La façana té 135 metres de llarg i es va fer amb el maó rosa característic de la zona. Les vuit columnes representen els 8 capítols originals.
El 1873 Eugène Viollet-le-Duc va construir un campanar a l'estil del nord de França al cim de la torre de l'homenatge de l'edifici. Va ser en aquesta torre que Jean Cales, víctima protestant d'un judici religiosament esbiaixat, va ser interrogat. Només el pati i la porta d'Enric IV sobreviuen dels edificis medievals originals. Va ser en aquest pati on el duc de Montmorency va ser decapitat després de la seva rebel·lió contra el Cardenal-Duc de Richelieu.
Un redisseny a fons de la Plaça del Capitoli, fet el 1995, va reservar un gran espai per als vianants. Avui en dia el Capitoli acull Casa de la Vila, a més de la companyia d'òpera del Teatre del Capitoli de Tolosa i una orquestra simfònica. La Sala dels Il·lustres conté obres d'art del segle xix.

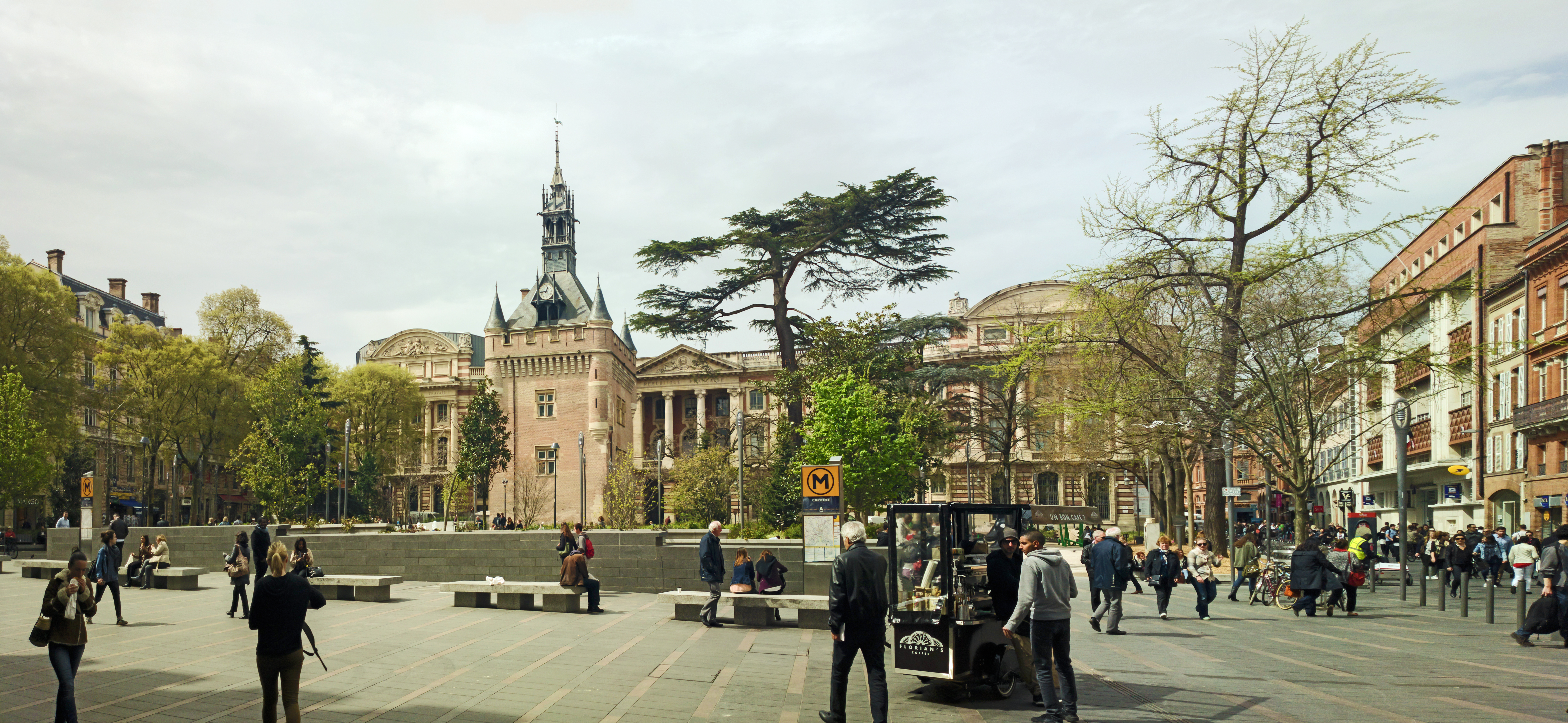
Façana posterior del Capitoli.
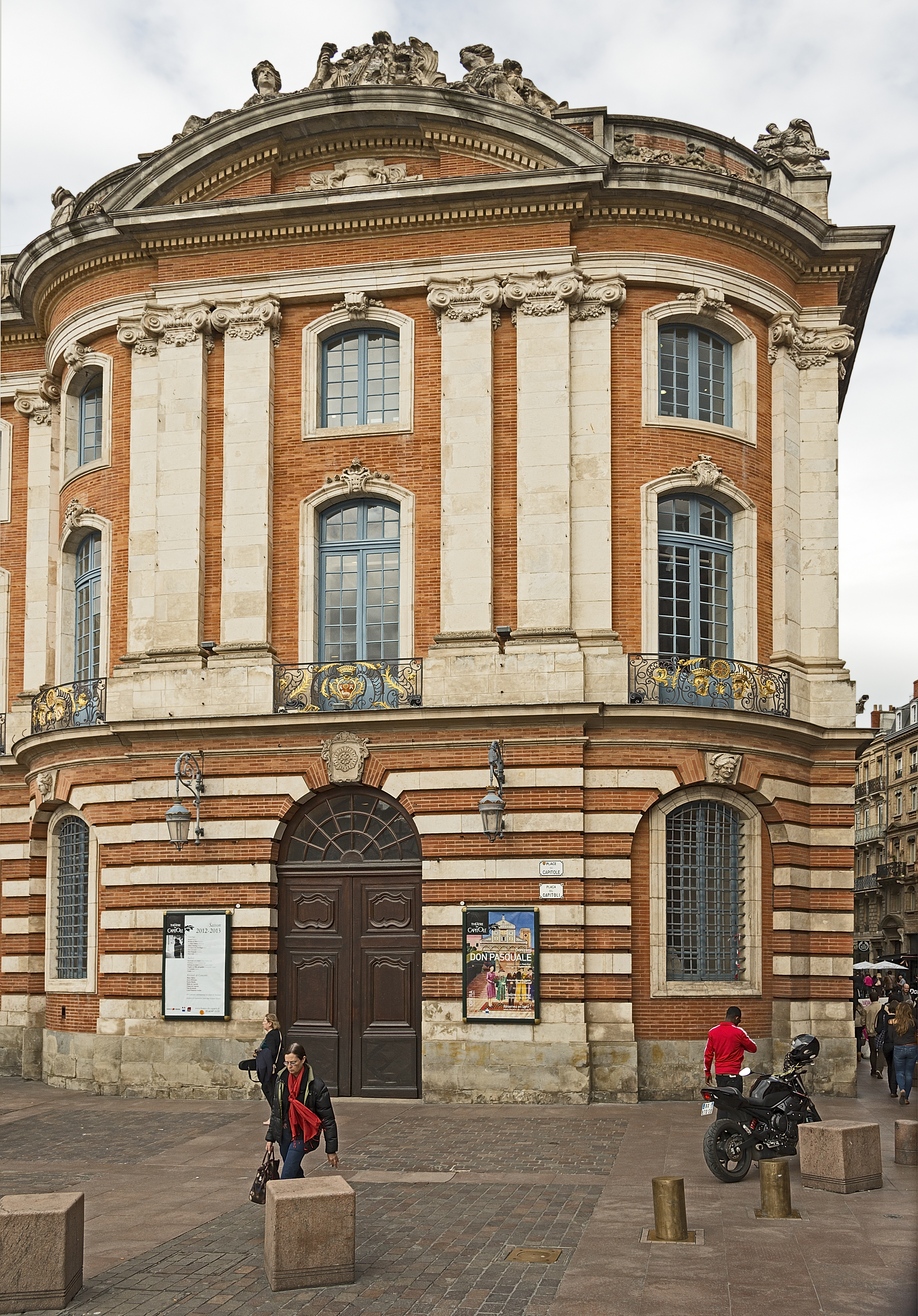
Entrada del teatre